# Марченко, Николай Степанович
Николай Степанович Марченко (17 мая 1911 — ?) — советский военачальник, полковник, участник советско-финской мировой и Великой Отечественной войн.

## Биография
Николай Степанович Марченко родился 17 мая 1911 года на станции Дарница (ныне — в черте города Киева). Учился в лесотехническом техникуме, затем работал в комсомольских органах. В сентябре 1930 года Марченко был призван на службу в Рабоче-Крестьянскую Красную Армию. В 1933 году окончил Томское артиллерийское училище, в 1938 году — курсы усовершенствования командного состава зенитной артиллерии в городе Евпатория. Служил на командных должностях в различных войсковых частях противовоздушной обороны. Участвовал в советско-финской войне, будучи командиром дивизиона 189-го зенитно-артиллерийского полка 2-го корпуса ПВО Ленинграда. С сентября 1940 года командовал дивизионом 509-го зенитно-артиллерийского полка 6-й бригады ПВО, дислоцировавшейся в городе Львове Украинской ССР. Здесь его застало начало Великой Отечественной войны.
С первых дней Великой Отечественной войны участвовал в боевых действиях. Во время тяжёлых боёв за Украинскую ССР Марченко сумел сохранить матчасть и большую часть личного состава вверенного ему подразделения. Участвовал в обороне Киева. 20 июля 1941 года его полк, преобразованный в 509-й истребительно-противотанковый артиллерийский, был переброшен на Западный фронт, где принял участие в Смоленском сражении, Вяземской оборонительной операции, битве за Москву. За отличие в тех боях полк стал 3-м гвардейским. С февраля 1942 года Марченко командовал 712-м истребительно-противотанковым артиллерийским полком. Во главе него участвовал в боях подо Ржевом. В апреле 1943 года назначен заместителем по ПВО командующего артиллерией 39-й армии. Участвовал в освобождении Смоленской области. С марта 1944 года командовал 74-й зенитно-артиллерийской дивизией Резерва Главного Командования, а с августа того же года занимал должность заместителем по ПВО командующего артиллерией 48-й армии. Участвовал в освобождении Белорусской ССР и Польши, боях в Восточной Пруссии.
После окончания войны командовал 2525-м[уточнить] зенитно-артиллерийским полком. 
В августе 1946 года в звании полковника Марченко был уволен в запас. 
Жил и работал сначала в Томске, затем в городе Шостка Сумской области Украинской ССР. 
Дальнейшая судьба не установлена.

## Награды
- 2 ордена Красного Знамени (4 декабря 1941 года, 22 февраля 1945 года);
- 3 ордена Отечественной войны 1-й степени (28 января 1943 года, 24 сентября 1943 года, 6 апреля 1985 года);
- Орден Красной Звезды (6 ноября 1945 года);
- Медали «За оборону Москвы», «За взятие Кёнигсберга» и другие медали.